# لومبوك

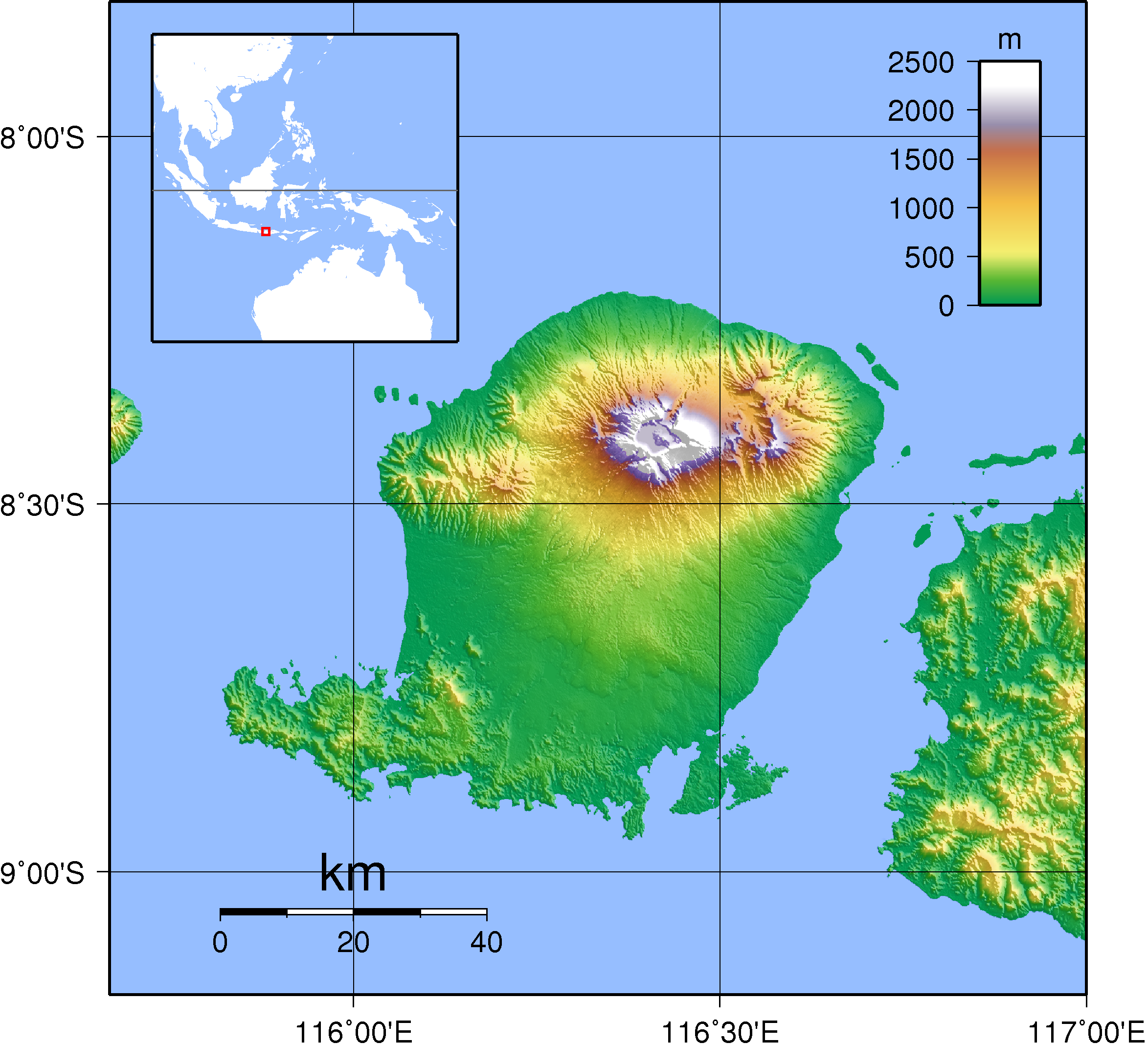
جزيرة لُمبوك

جزيرة لُمبوك أو لومبوك تقع في مقاطعة نوسا تنقارا الغربية في إندونيسيا. فهي تشكل جزءًا من سلسلة جزر سوندا الصغرى، ويفصلها مضيق لُمبوك عن جزيرة بالي الواقعة غربها، ومضيق ألاس بينها وبين جزيرة سومباوا الواقعة شرقها. الجزيرة دائرية الشكل قريبا، سوى بروز شبه جزيرة سيكوتونغ في الجنوب الغربي. يبلغ قطر الجزيرة 70 كم تقريباً، وتبلغ مساحتها 4725 كم² (1825 ميل مربع). تعتبر مدينة ماتارام عاصمة المقاطعة وأكبر مدينة في الجزيرة. وسكان الجزيرة يشبهون من حيث الحجم والكثافة والثقافة جزيرة بالي المجاورة، ولكنها إدارياً مع جزيرة سومباوا جزء من مقاطعة نوسا تنقارا الغربية، كما أنها محاطة بعدد من الجزر الصغيرة تسمى محلياً جيلي. يبلغ عدد سكان الجزيرة 3166685 نسمة حسب تعداد عام 2010.

## معرض صور

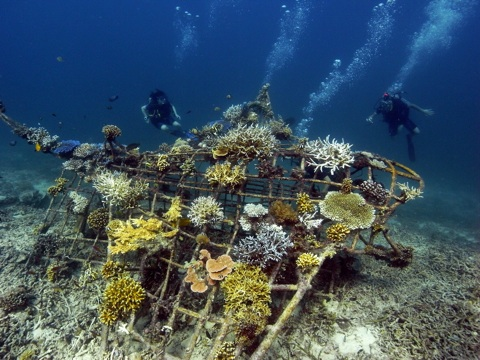
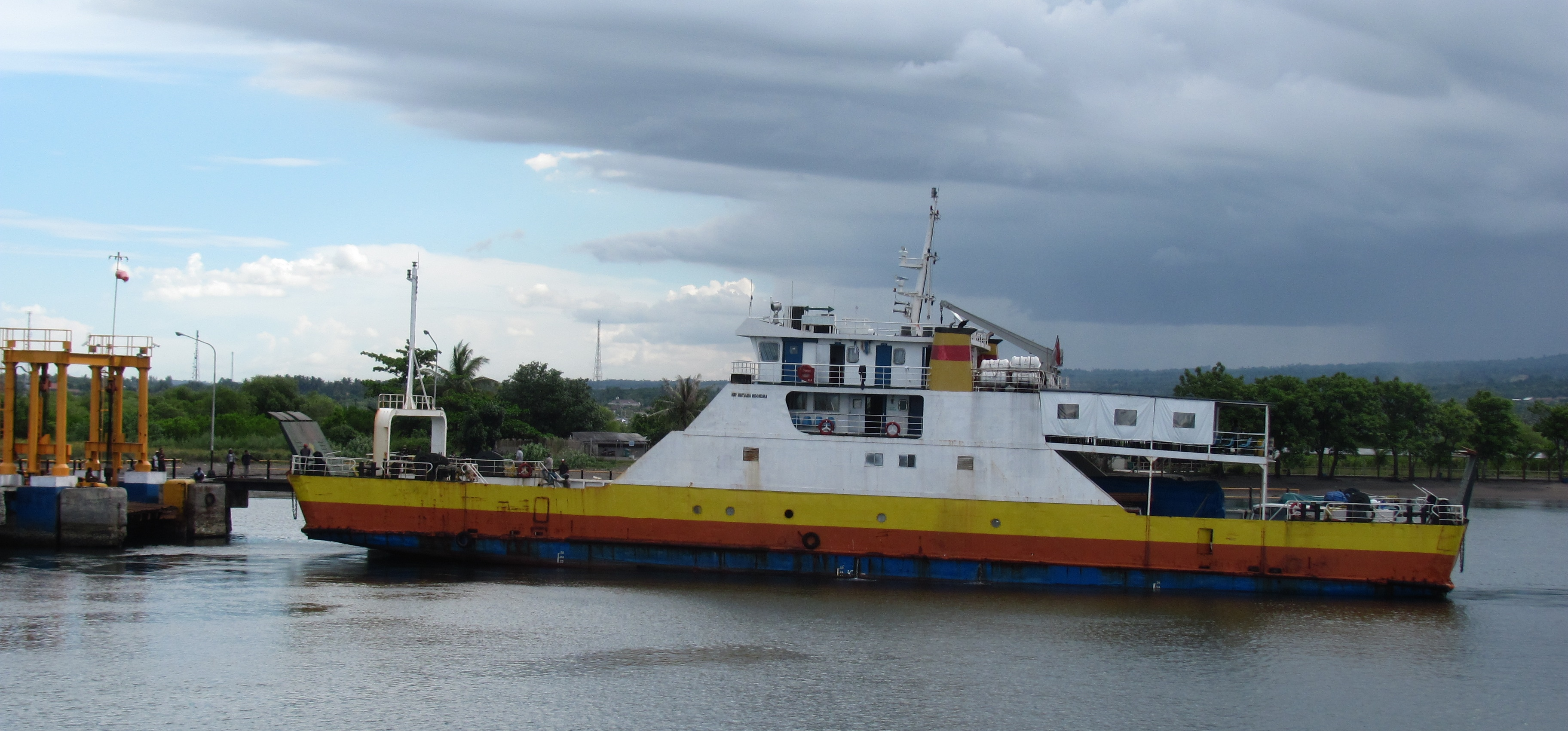
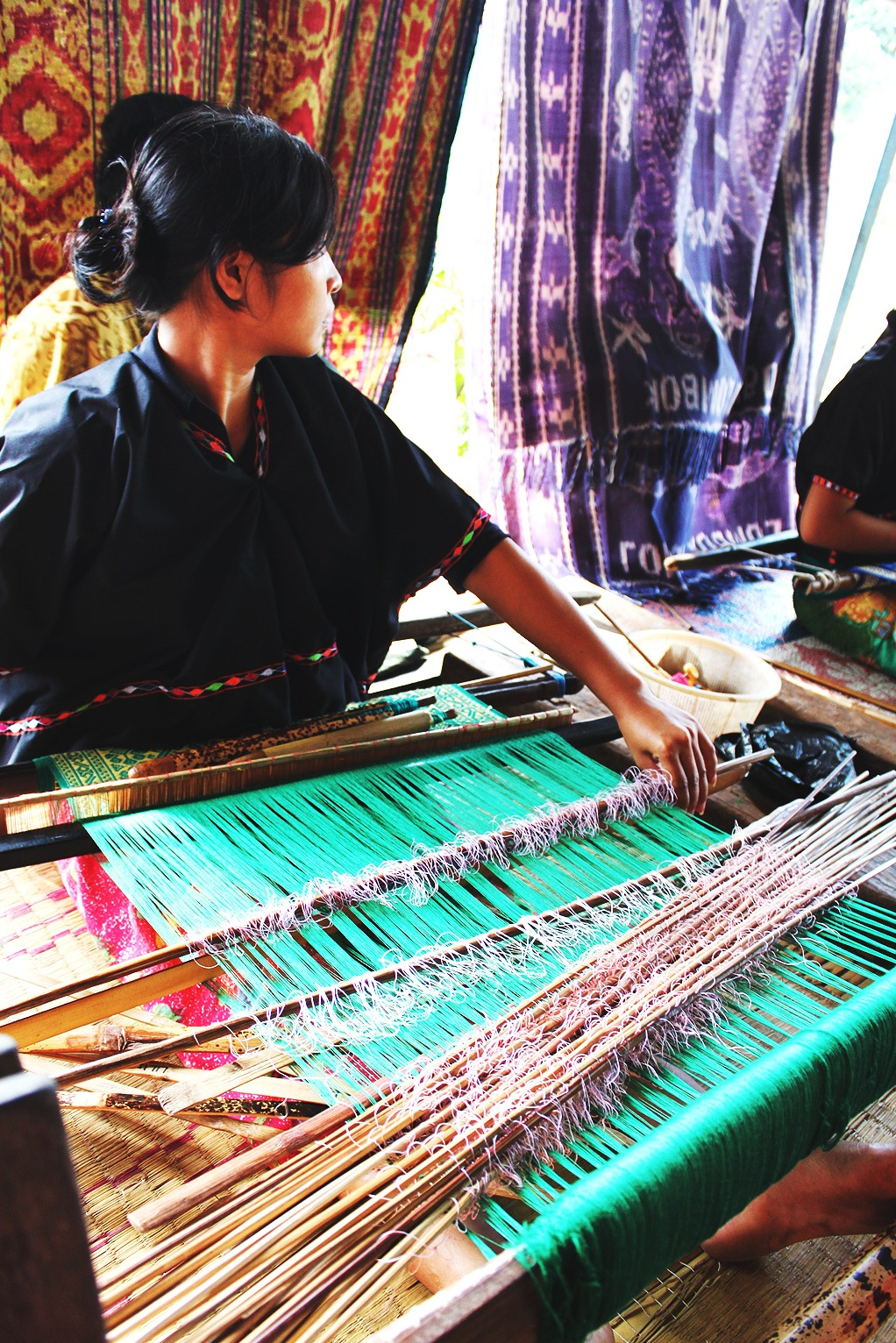
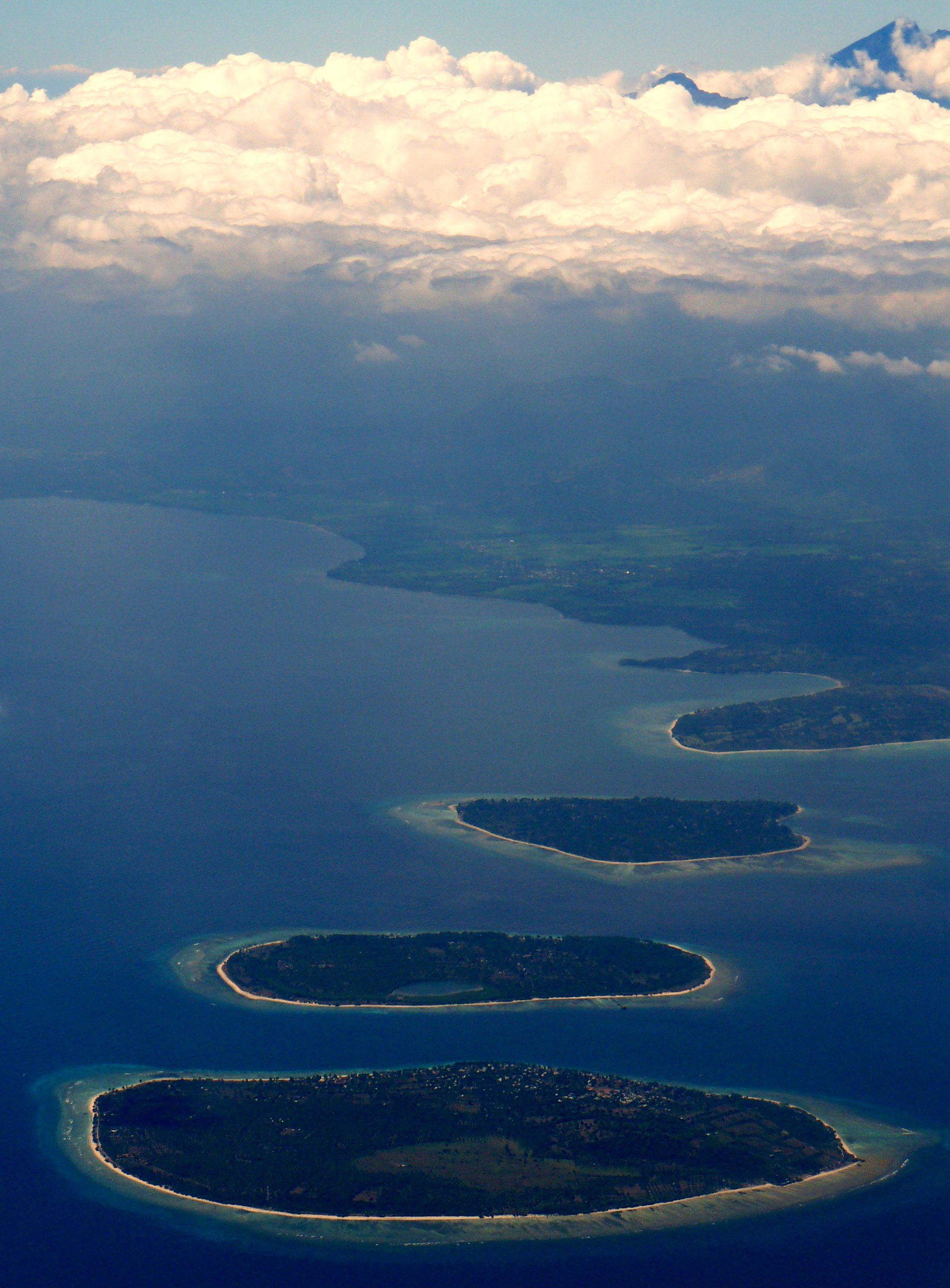
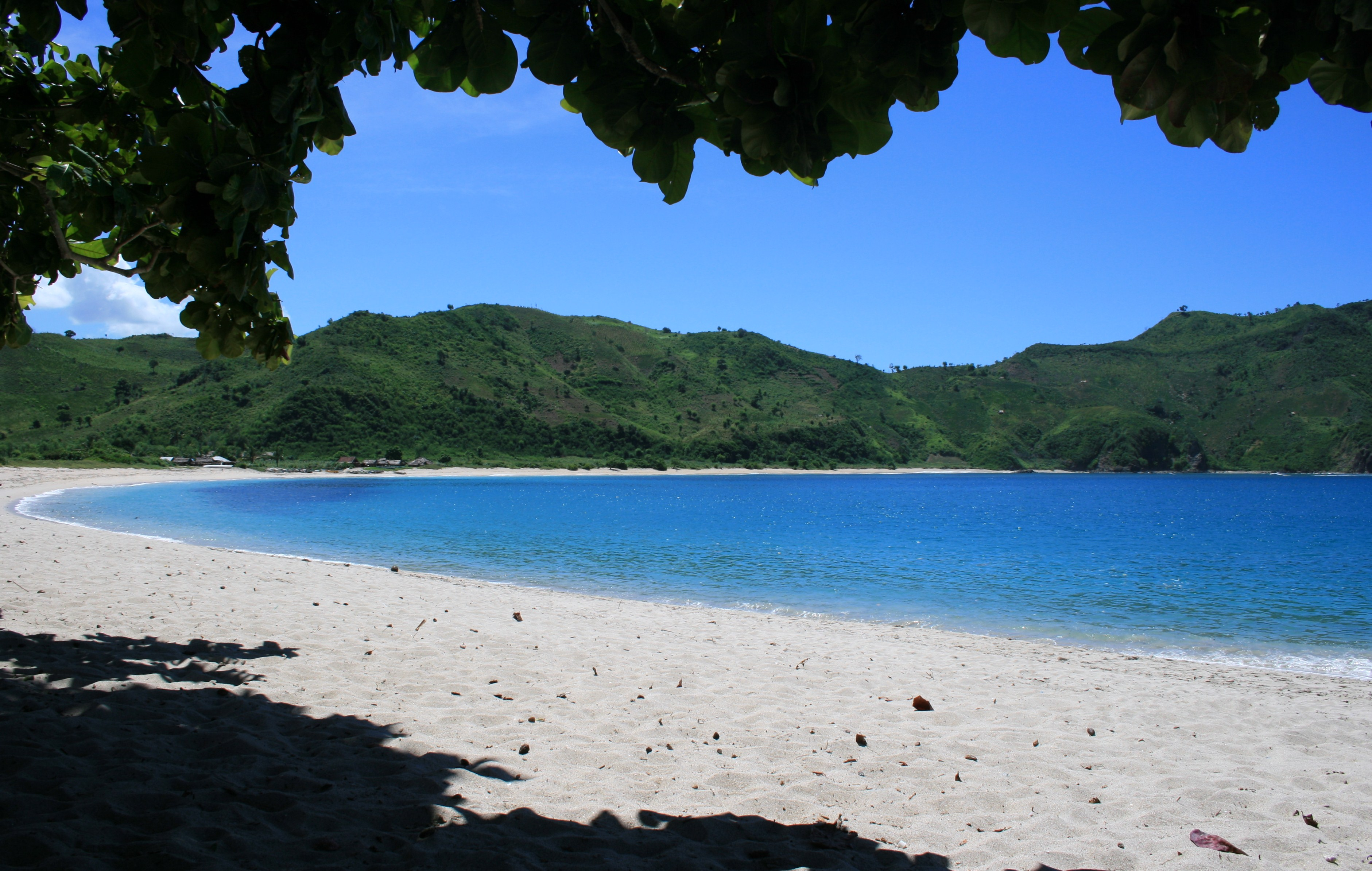